# التحرير بلا إنترنت

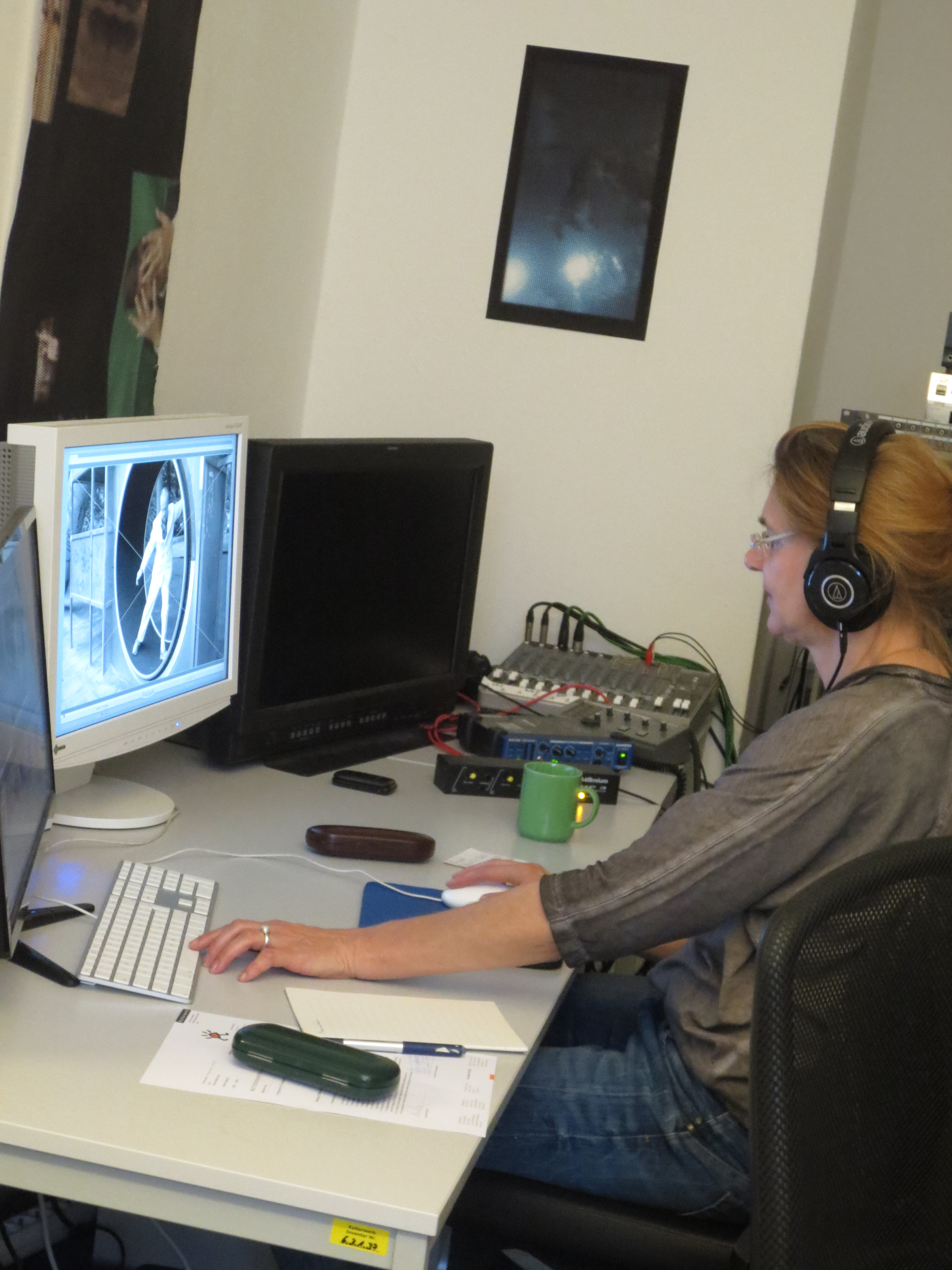
مكان العمل في الورشة الإعلامية

التحرير بلا إنترنت هو جزء من مرحلة ما بعد الإنتاج عملية ل صناعة الأفلام والإنتاج التلفزيوني التي الخام لقطات يتم نسخ ونسخة فقط ثم يتم تحريرها، وبالتالي لا تؤثر على الكاميرا الأصلي الأسهم فيلم أو فيديو الشريط . بمجرد تحرير المشروع دون اتصال بالإنترنت بالكامل، سيتم تجميع الوسائط الأصلية في مرحلة التحرير عبر الإنترنت.نشأ المصطلح غير المتصل بالإنترنت في صناعات الحوسبة والاتصالات، وهذا يعني «ليس تحت السيطرة المباشرة لجهاز آخر» ( التشغيل الآلي ).

## نبذة
يتم إجراء تحرير الفيديو الحديث في وضع عدم الاتصال في مجموعة تحرير غير خطي (NLE). أدى توفر أنظمة تحرير رقمية أكثر قوة إلى جعل عملية سير عمل التحرير في وضع عدم الاتصال أسرع بكثير، حيث انتقل الممارسون من مجموعات التحرير الخطية لتحرير الفيديو عبر الإنترنت التي تستغرق وقتًا طويلاً (شريط فيديو إلى شريط) ، إلى أجهزة الكمبيوتر وبرامج تحرير الفيديو مثل Adobe Premiere ، فاينل كت برو و Avid Media Composer و فيغاس برو ولايت وركس و VideoPad . عادةً ما يتم تحويل جميع اللقطات الأصلية (غالبًا عشرات أو مئات الساعات) إلى المجموعة بدقة منخفضة. عندئذٍ يكون المحرر والمخرج أحرارًا في العمل مع جميع الخيارات لإنشاء القص النهائي. لذلك، فإن مرحلة التحرير في وضع عدم الاتصال هي مرحلة سرد القصص الإبداعية التي تحدد الهيكل والمزاج والسرعة وقصة العرض النهائي. يتم إجراء العديد من الإصدارات والمراجعات في هذه المرحلة حتى يصل التعديل إلى مرحلة تُعرف باسم قفل الصورة . هذا عندما ينتقل بعد ذلك إلى المراحل التالية من مرحلة ما بعد الإنتاج والمعروفة بالتحرير عبر الإنترنت وتدريج الألوان وخلط الصوت.

## تاريخ

### من فيلم إلى شريط
استخدم تحرير الفيلم طريقة غير متصلة بالإنترنت منذ البداية تقريبًا. عمل محررو الأفلام باستخدام بصمة عمل للفيلم الأصلي السلبي لحماية الصورة السلبية من معالجة التلف. عندما قدم Ampex تسجيل فيديو رباعي بحجم 2 بوصة لأول مرة في عام 1956 ، لم يكن من الممكن قصه وتقسيمه بشكل بسيط ونظيف كما يمكن أن تكون الأفلام السلبية. كان أحد الخيارات المعرضة للخطأ هو قص الشريط بشفرة حلاقة. نظرًا لعدم وجود خط إطار مرئي على عرض، تم تطبيق محلول خاص لتطوير الموائع الممغنطة على الشريط، مما يسمح للمحرر بمشاهدة نبض مسار التحكم المسجل تحت المجهر ، وبالتالي تحديد مكان انتهاء أحد الإطارات والبدء في الإطار التالي. لم تكن هذه العملية دقيقة دائمًا، وإذا تم إجراؤها بشكل غير كامل، فسيؤدي ذلك إلى تفكك الصورة عند تشغيل القطع. بشكل عام، تم استخدام هذه العملية لتجميع المشاهد معًا، وليس للتحرير الإبداعي.
كان الخيار الثاني لتحرير الفيديو هو استخدام جهازي شرائط، أحدهما يقوم بتشغيل الأشرطة الأصلية، والآخر يقوم بتسجيل هذا التشغيل. تم لف الأشرطة الأصلية مسبقًا، وتم لصقها يدويًا لبضع ثوانٍ قبل بدء اللقطة على المشغل، بينما تم ضبط المُسجل على التسجيل. تم تحريك كل آلة للأمام في وقت واحد، وتم إجراء لكمة في التسجيل، مماثلة للتسجيلات الصوتية متعددة المسارات المبكرة في / في اللحظة المناسبة. بالإضافة إلى كونها ليست دقيقة للغاية، فإن أجهزة التسجيل في هذا العصر تكلف أكثر بكثير من تكلفة المنزل، مما يجعل هذه العملية استخدامًا مكلفًا للآلات. أصبحت تقنية إعادة التسجيل من المصدر إلى برنامج التحرير الرئيسي تُعرف باسم التحرير الخطي للفيديو .
كان هذا هو الحال بالنسبة للبرامج التلفزيونية التي تم تصويرها على شريط لمدة 15 عامًا. حتى العروض السريعة مثل Laugh-In لروان ومارتن استمرت في استخدام تقنية شفرة الحلاقة.
وأوائل السبعينيات أحدثت ثلاثة تطورات في أواخر الستينيات وأوائل السبعينيات ثورة في تحرير الفيديو، وجعلت من الممكن للتلفزيون أن يكون له نسخته الخاصة من عملية طباعة / مطابقة الفيلم.

#### رمز الوقت
الأول كان اختراع رمز الوقت . في حين أن الفيلم السلبي يحتوي على أرقام مطبوعة بصريًا على طول جانب الفيلم، بحيث يمكن تحديد كل إطار بدقة، لم يكن لشريط الفيديو مثل هذا النظام. تم تسجيل الفيديو والصوت ونبض التحكم فقط. كانت المحاولات المبكرة لتصحيح هذا الأمر بدائية على أقل تقدير. تم تسجيل مذيع يتلو الثواني على قناة صوتية على الشريط. قدم كود الوقت دقة الإطار، عن طريق تسجيل إشارة يمكن قراءتها آليًا على قناة صوتية. قام جهاز قارئ رمز الوقت بترجمة هذه الإشارة إلى ساعات ودقائق وثواني وإطارات، معروضة في الأصل على شاشة أنبوب Nixie ، ولاحقًا مع قراءات LED. أتاح هذا الابتكار للمحرر ملاحظة الإطارات الدقيقة التي يمكن عندها إجراء القص، وبالتالي يكون أكثر دقة. يمكنه إنشاء تحرير ورقي عن طريق تدوين أرقام الإطارات الأولى والأخيرة من كل لقطة، ثم ترتيبها بالترتيب على الورق قبل جلسة التحرير الفعلية باستخدام مسجلات شريط الفيديو باهظة الثمن.

#### أرخص مسجلات الفيديو
على الرغم من أن تقنية الفيديو لديها القدرة على أن تكون أرخص لأنها لا تحمل تكاليف مخزون الأفلام ويجب أن تمر بعملية التطوير على التوالي، إلا أن جودة تقنية تسجيل الفيديو المبكرة في الخمسينيات وحتى منتصف الستينيات كانت في كثير من الأحيان بعيدة جدًا منخفضة لتؤخذ على محمل الجد مقابل المظهر الجمالي والألفة والسهولة النسبية لتحرير مخزون الأفلام مقاس 16 مم و 35 مم - والتي استخدمها العديد من المصورين السينمائيين التلفزيونيين جيدًا حتى أواخر الثمانينيات في الأفلام الوثائقية والدراما وما إلى ذلك قبل أن تصبح تقنية الفيديو `` مقبولة '' حيث حلت الكاميرات التليفزيونية وكاميرات الفيديو في النهاية محل مخزون الأفلام لاستخدامها التلفزيوني المعتاد حيث أصبحت أخف وزنا وأكثر عملية في أخذها معهم نظرًا لأن كاميرات الفيديو المبكرة كانت كبيرة جدًا ومكلفة جدًا، فلم يكن بإمكان المستهلكين الوصول إلى تقنية أشرطة الفيديو حتى عام 1984 مع كاميرا الفيديو JVC VHS-C.
من الناحية المهنية، تم تخصيص كاميرات الفيديو المبكرة في الغالب لاستخدام الاستوديو، حتى منتصف الثمانينيات، عندما تم دمج وحدة الكاميرا ووحدة التسجيل ككاميرا فيديو (CAMera-reCORDER) نظرًا لأن حجمها الضخم جعلها كبيرة جدًا وضخمة بحيث لا يمكن استخدامها في الخارج مقابل كاميرا الفيلم الأصغر والأكثر عملية.
على سبيل المثال، استخدم المسلسل الكوميدي البريطاني Only Fools and Horses شريط فيديو للمشاهد الداخلية، لكنه استخدم مخزون الأفلام للمشاهد الخارجية لأسباب تتعلق بالإضاءة - كان من الصعب باستخدام مستشعرات الأنبوب الحصول على صورة مستقرة وعالية الجودة دون الحاجة إلى الكثير من الإضاءة.
التطور الثاني كان أرخص مسجلات الفيديو . على الرغم من أنها ليست مناسبة للاستخدام الإذاعي بشكل مباشر، إلا أنها وفرت طريقة لعمل نسخة من البرنامج الرئيسي، مع إدراج رمز الوقت الخاص به بشكل مرئي في مربع صغير أو «نافذة رمز الوقت» في الصورة. يمكن بعد ذلك تشغيل هذا الشريط في المكتب أو في المنزل على مسجل فيديو بتكلفة تعادل تكلفة السيارة المستعملة فقط. سيدون المحرر أرقام اللقطات ويقرر الترتيب. قد يكتبونها ببساطة في قائمة، أو قد يصفونها من إحدى هذه الآلات الصغيرة إلى أخرى لإنشاء تعديل تقريبي، وملاحظة أرقام الإطارات الضرورية من خلال مشاهدة هذا الشريط.

#### التحرير الدقيق
على الرغم من أن كلا التطويرين ساعدا بشكل كبير، في إنشاء طريقة التحرير دون اتصال بشكل فعال، إلا أنهما لم يحلا مشكلة التحكم الدقيق في مسجل الفيديو لتحرير الإطار بدقة. يتطلب ذلك تحكمًا دقيقًا في آلية نقل الشريط، باستخدام وحدة تحكم تحرير مخصصة يمكنها قراءة رمز الوقت وإجراء تحرير بالضبط عند الإشارة.
جاء هذا الابتكار نتيجة للبحث الذي أجرته CMX ، وهو مشروع مشترك بين CBS و Memorex . كان القصد من ذلك هو إنشاء طريقة أقل عشوائية لتحرير الفيديو بشكل مباشر تتمتع بالتحكم الإبداعي في تحرير الفيلم التقليدي. النتيجة، CMX 600 ، حقق هذا الهدف من خلال عملية من جزأين. تمت دبلجة أشرطة الكاميرا الرئيسية على أنها فيديو تناظري بالأبيض والأسود لأقراص ذاكرة كمبيوتر كبيرة جدًا. يمكن للمحرر الوصول إلى أي لقطة بالضبط، وبسرعة تحرير نسخة دقيقة بالأبيض والأسود منخفضة الجودة من البرنامج. والأهم من ذلك، أن إعادة التحرير كانت تافهة، حيث لم يتم إجراء أي تخفيضات بالفعل. تم الوصول إلى اللقطات وتشغيلها بالتسلسل من القرص في الوقت الفعلي. قام الكمبيوتر بتتبع جميع الأرقام في هذه المرحلة غير المتصلة من العملية، وعندما يرضي المحرر، أخرجها كقائمة تحرير قرار (EDL). تم استخدام EDL في المرحلة الأخيرة من العملية، التحرير عبر الإنترنت. لجعلها تعمل، كان لابد من تطوير واجهات تحرير خاصة من جهاز كمبيوتر إلى مسجل شريط فيديو (VTR) ، تسمى I-Squareds . تحت سيطرة الكمبيوتر الذي يقرأ EDL وبروتوكولات الاتصالات ، سيطرت I-Squareds على نقل جودة البث VTRs تمامًا إلى النقاط اللازمة لتسجيل وتحرير الرئيسي مع عمليات التحرير الدقيقة من أشرطة المصدر.
على الرغم من التخلي عن التسجيل على حزمة قرص الكمبيوتر وهذه المحاولة الأولى للتحرير غير الخطي على الفيديو باعتبارها باهظة الثمن، فقد تم إعادة تدوير بقية الأجهزة في عملية التحرير دون اتصال / عبر الإنترنت التي ظلت مهيمنة في الإنتاج التلفزيوني لمدة 20 عامًا أو أكثر .
وأيضا رغم أن تنسيقات الأشرطة تغيرت من بكرات مفتوحة إلى أشرطة فيديو (VCR) ، وأصبحت جميع المعدات بسرعة أرخص بكثير، ظلت أساسيات العملية كما هي. قد يكون المحرر غير متصل بالإنترنت بتنسيق أقل تكلفة ومنخفض الجودة، قبل الدخول إلى مجموعة التحرير عبر الإنترنت باستخدام EDL وأشرطة المصدر الرئيسية، لإنهاء إصدار جودة البث من البرنامج التلفزيوني . حتى بعد الانتقال إلى النظام الرقمي، يظل المفهوم هو نفسه، مع تدفق ملفات الوكيل منخفضة الدقة من وحدة تخزين الوسائط المركزية أثناء التحرير ويتم إحضار الفيديو عالي الجودة فقط من التخزين العميق بمجرد الالتزام بالمقطع وعرضه.